# Dendrobium igneum
Dendrobium igneum är en orkidéart som beskrevs av Johannes Jacobus Smith. Dendrobium igneum ingår i släktet Dendrobium, och familjen orkidéer. Inga underarter finns listade i Catalogue of Life.